# つくタク
つくタクは、茨城県つくば市の乗合タクシーである。市が運行計画し、15の事業者で運行業務を行う。

## 概要
つくタクの運行には乗降ポイント固定型（セミデマンド方式）を採用している。すなわち特定の路線やダイヤグラムを持たないが乗降場所は定められており、利用客の予約に合わせて柔軟に運行経路・時刻を設定するという形を採っている。運行時刻は平日の9時から17時までで、土休日・祝日は運行しない。
つくタクの運行に際しては、市内を5つの地区（筑波地区・桜地区・谷田部地区・茎崎地区および大穂・豊里地区）に分けており、運行範囲は基本的に地区内のみである（例外等詳しくは利用可能な範囲を参照）。
つくタクを利用する流れは以下のようになる。まず電話かFAXで予約する。予約時刻までに乗車場所に向かい、車両が来たら乗車する。他の利用客と乗合しながら目的地に向かい、予約した降車場所で降車する。なお運賃の支払いに現金は利用できず、利用者はあらかじめ購入した専用の利用券で支払う必要がある。
また、あらかじめ自宅利用登録をすることにより、自宅前からつくタクを利用することもできる。登録するにはつくば市役所で配布されている書類に必要事項を記載の上、つくば市商工会に直接申し込むか郵送する必要がある（いずれも手数料が必要）。

## 沿革
- 2011年（平成23年）4月1日 - 運行開始。
- 2012年（平成24年）4月 - 共通ポイントを増設。筑波・桜・谷田部地区への応援配車体制を確立[3]。
- 2013年（平成25年）
  - 3月、4月 - イオンモールつくば開店に伴い、乗降場所の増設ならびに茎崎地区からの共通ポイント化[3]。
  - 6月1日 - 大穂地区と豊里地区を統合。旧豊里地区の車両1台を谷田部地区に配置換え[3]。
- 2014年（平成26年）4月1日 - 中心地区の7か所の乗降場を共通ポイント化。つくタク車内での利用券の販売を開始[4][5]。
- 2022年（令和4年）10月3日 - 現金での支払いに対応開始。それに伴い、利用券の購入が取扱店では2023年（令和5年）2月28日をもって、つくタク車内では同年3月31日をもって終了（利用券は同年4月1日以降も利用可能）。

## 利用可能な範囲
利用可能な範囲は原則として同一地区内であり、異なる地区を跨って利用することはできない。ただし、以下に示す7つの乗降場は共通ポイントと呼ばれ、例外的に市内全ての乗降場から行き来可能である。これら7か所の共通ポイントは2014年4月に設定された。
- D33 「クレオ前」（桜地区）
- D67 「つくばセンター（つくば駅）」（桜地区）
- D69 「筑波大学病院前」（桜地区）
- D71 「筑波メディカルセンター前」（桜地区）
- E6 「イーアスつくば」（谷田部地域）
- E65 「研究学園駅」（谷田部地域）
- E112 「つくば市役所」（谷田部地域）

また、各地区ごとに、地区内利用と同じ料金（300円）で行き来可能な他地区の乗降場が定められている。
筑波地区から行き来可能な乗降場
- B3 「いちはら病院」（大穂・豊里地区）
- B14 「大穂窓口センター」（大穂・豊里地区）
- B35 「筑波記念病院」（大穂・豊里地区）
- B53 「吉沼」（大穂・豊里地区）

大穂・豊里地域から行き来可能な乗降場
- A52 「つくばウェルネスパーク」（筑波地区）

桜地区から行き来可能な乗降場
- E71 「五十塚」（谷田部地区）

谷田部地区から行き来可能な乗降場
- B35 「筑波記念病院」（大穂・豊里地区）

茎崎地区から行き来可能な乗降場
- E4 「アッセ入口」（谷田部地区）
- E67 「高野台中央」（谷田部地区）
- E107-1 「筑波学園病院」（谷田部地区）
- E223 「イオンモールつくば」（谷田部地区）

### 中心地区
桜地区および谷田部地区のうち、つくば駅周辺または研究学園駅周辺のエリアは中心地区と呼ばれ、2014年（平成26年）3月末までは中心地区内の全ての乗降場は市内の全地区から行き来可能であった。中心地区を利用する場合は地区の境界を跨ぐ毎に運賃が1000円加算されるという方式を採っていたため、中心地区内でも桜側と谷田部側のどちらを利用するかで運賃が異なる場合があった。2014年（平成26年）3月末の時点で中心地区には22の乗降場所（桜側が13、谷田部側が9）が存在した。
2014年（平成26年）4月以降はこのうち7か所の乗降場が共通ポイントとして設定され、引き続きどの地区からでも行き来できる。一方残りの15か所の乗降場は同一地区内でしか行き来できなくなった。

## 運賃
同一地区内の利用は一律300円。共通ポイントまで利用する場合は桜地区・谷田部地区からが300円、その他の地区からが1300円となっている。逆も同じ。
これまでは現金による運賃の支払いには対応しておらず、利用者は専用の利用券により支払わなければならなかったが、2022年（令和4年）10月より現金にも対応するようになった。それに替わり、利用券の購入が取扱店では2023年（令和5年）2月をもって、つくタク車内では同年3月をもって終了となった（利用券は同年4月以降も利用可能）。
利用券
つくタクの利用券はつくタク車内および市内の利用券取扱店舗で販売し、つくタクの利用客はあらかじめ利用券を購入する必要があった。利用券には50円券と100円券の2種類が存在し、各20枚綴り（3000円）の販売も行っている。なお、つくタク車内では50円券と100円券20枚ずつのセット販売のみ行っている。利用券取扱店舗の一覧はつくば市商工会のサイトで確認できていた。
運賃割引
小学生以下の小児や65歳以上の高齢者（つくば市高齢者運賃割引証が必要）の乗車および身体障害者手帳などを提示した場合は半額。
乗継割引
つくタクからつくバスか路線バスに乗り継ぐ（またはその逆）場合は2つ目の交通手段の運賃が上限200円になる。
ただし、つくタクは同一地区内利用のみが割引対象となる。また、路線バスは市内利用のみ割引対象となり、さらに市内利用であってもJRバス関東が運行する路線は割引対象外となる。
利用するには1つ目の交通手段において降車時に乗継券をもらう必要がある。なお、つくタクから路線バスへ乗り継ぐ場合に限り、小人割引・高齢者割引・障害者割引と併用可能である。

## 使用車両
セダンタイプとジャンボタクシー（ワンボックスカータイプ）の2種類が存在する。2012年12月時点の各地区における車両の内訳は以下の通り。
- 筑波地区：セダン型4台・ジャンボ型0台
- 大穂地区：セダン型2台・ジャンボ型1台
- 豊里地区：セダン型1台・ジャンボ型1台
- 桜地区：セダン型2台・ジャンボ型1台
- 谷田部地区：セダン型3台・ジャンボ型1台
- 茎崎地区：セダン型1台・ジャンボ型2台

2013年（平成25年）6月の大穂地区と豊里地区の統合に伴って豊里地区の車両1台を谷田部地区に配置換えした。
なお、一車両における定員（運転士を除く）はセダン型が4人、ジャンボ型が9人である。

## 乗降場所

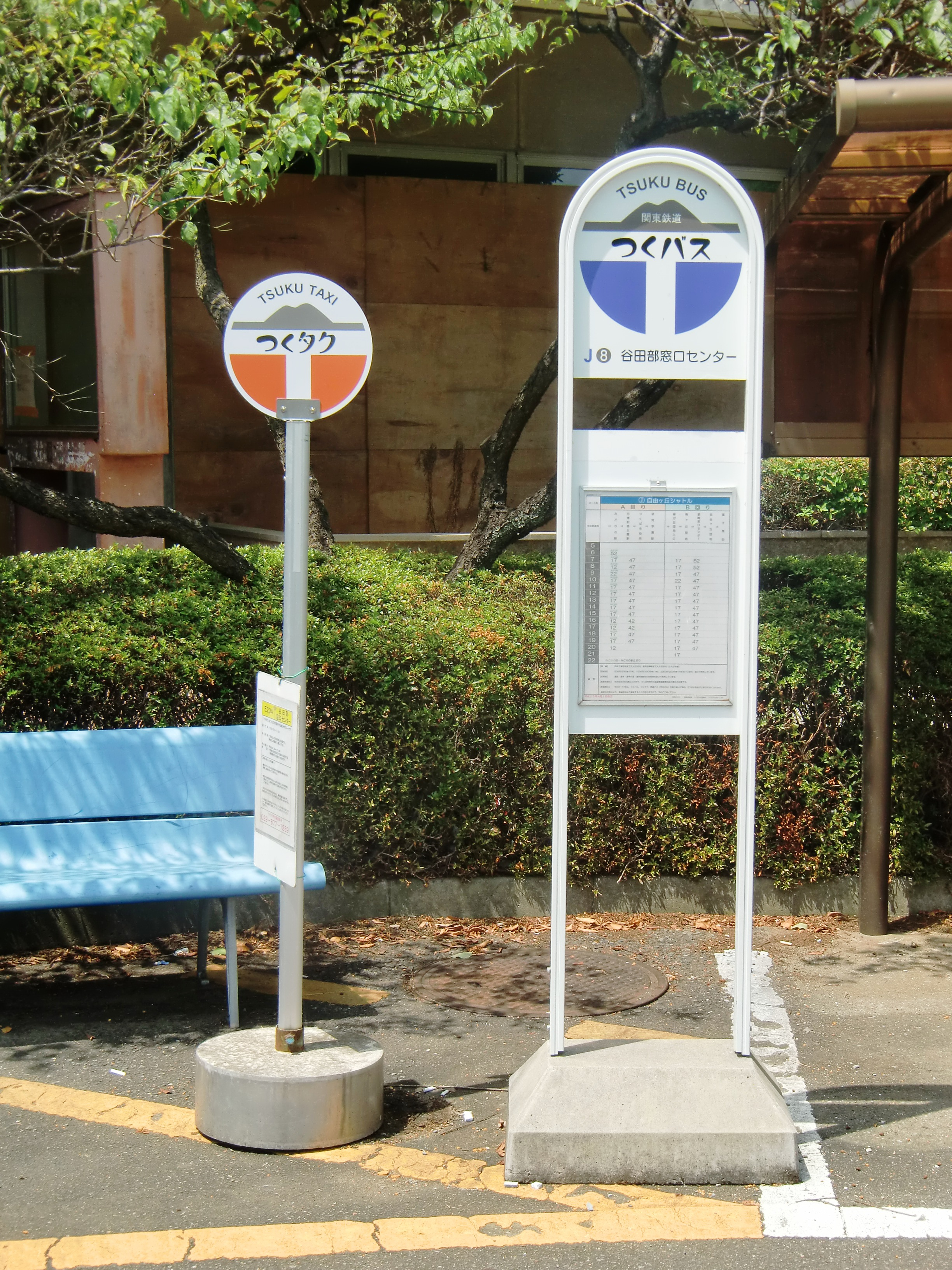
左：つくタクの標識板
右：つくバスの標識板

名称
基本的に地名か近隣の施設名を採用している。つくバスや関東鉄道の路線バスなどのバス停と同じ地点のものは、一部を除きバス停名に合わせている。ただし、同名であってもバス停とつくタクの乗降場所で位置が異なるものもある（例：E4 「アッセ入口」）。
また、地名に続いて括弧書きで施設名を記したものも多く、同一の町や字に複数の乗降場所が存在するケースなどで見られる（例：A64 「作谷」、A64-1 「作谷（木村クリニック前）」、A64-2 「作谷（いいつか歯科病院前）」）。
ナンバリング
全ての乗降場所に英字と数字を組み合わせた番号が付けられている。英字は筑波地区がA、旧大穂地区がB、旧豊里地区がC、桜地区がD、谷田部地区がE、茎崎地区がFとなっている。数字は各地区内において概ね五十音順になっているが、新しく設置された乗降場所にはこの規則に従っていないものがある（例：E223 「イオンモールつくば」）。また、英字と数字の後にハイフンと数字が続いている乗降場所も多く存在する。
標識板
つくバスのものに似ているが、つくバスの標識版において青紫色の部分がつくタクの標識版ではオレンジ色になっている。「つくタク」のロゴマークはよく見ると「タ」の1画目と3画目が足跡になっている。標識版上部の英語表記は"TSUKU TAXI"となっている。

## 利用状況
- 2011年（平成23年）度 - 34,120人[10][11]
- 2012年（平成24年）度 - 46,720人[10][11]
- 2013年（平成25年）度 - 49,683人[11]

## 運行事業者
| - 登坂タクシー - 植松タクシー - 大曽根タクシー - 新栄タクシー - フジ急 | - 旭タクシー - 上郷タクシー - 新興タクシー - 土浦タクシー - 関鉄土浦タクシー | - 中央タクシー - 天川タクシー - さとうタクシー - 荒川沖ハイヤー - つくばタクシー |

（参考：）